# Marcin Dołęga
Marcin Dołęga (Łuków, 18 luglio 1982) è un ex sollevatore polacco che ha gareggiato nella categoria dei pesi massimi (fino a 105 kg).
Ha partecipato a due edizioni dei Giochi Olimpici. È fratello di Robert (n. 1977) e Daniel (n. 1988), anche loro ex sollevatori di buon livello.

## Carriera
Ha cominciato a conseguire risultati importanti a livello internazionale a partire dal 2006, dopo il rientro da una squalifica per doping. In quell'anno ha vinto la medaglia d'oro ai Campionati europei di Władysławowo sollevando 424 kg. nel totale. Dopo alcuni mesi, ha vinto anche la medaglia d'oro ai Campionati mondiali di Santo Domingo de Guzmán con 415 kg. nel totale. Nel 2007, ai Campionati mondiali di Chiang Mai, ha fallito i tre tentativi nella prova di strappo e pertanto non ha riportato un risultato utile ai fini della classifica finale.
L'anno successivo ha partecipato alle Olimpiadi di Pechino 2008, dove era considerato uno dei favoriti per il podio. Dołęga ha concluso la gara con 420 kg. nel totale, classificandosi al 4º posto finale in quanto il russo Dmitry Lapikov, con lo stesso totale di 420 kg., aveva un peso corporeo di 70 grammi inferiore a quello del polacco. A seguito, però, di controlli più approfonditi avvenuti anni dopo, Lapikov è stato squalificato per uso di doping e privato della medaglia olimpica, con assegnazione della medaglia di bronzo di Pechino 2008 a Marcin Dołęga.
Nel 2009 ha vinto la medaglia d'oro ai Campionati mondiali di Goyang con 421 kg. nel totale; un'altra medaglia d'oro l'ha ottenuta l'anno successivo ai Campionati mondiali di Antalya con 415 kg. nel totale, battendo il russo Dmitrij Klokov, il quale aveva ottenuto lo stesso risultato di Dołęga nel totale ma ha dovuto cedere l'oro al polacco per via del suo peso corporeo leggermente superiore.
Nel 2012 ha partecipato ai Giochi Olimpici di Londra, dove ha fallito i tre tentativi nella prova di strappo e finendo, pertanto, fuori classifica. Stessa conclusione ai Campionati mondiali di Wrocław dell'anno successivo, anche lì fallendo i tre tentativi nella prova di strappo. Nel corso della sua carriera ha ottenuto due record mondiali nella prova di strappo.

## Doping
Marcin Dołęga è risultato positivo agli agenti dopanti per due volte nella sua carriera. La prima volta è stato squalificato dal 2004 al 2006. Nel novembre 2014 è risultato nuovamente positivo al norandrosterone, uno steroide anabolizzante. Non gli è stato quindi consentito di partecipare ai Campionati mondiali di Almaty dello stesso anno e la Federazione internazionale lo ha squalificato per altri due anni.